# Eliodor Voica
Eliodor Voica, né le 3 mars 1973 à Moreni, est un ancien handballeur roumain. Il est l'entraîneur du Dinamo Bucarest depuis juin 2015.

## Palmarès

### En tant que joueur
Compétitions internationales
- Demi-finaliste de la Coupe de l'EHF (C3) en 2004[4]

Compétitions nationales
- Championnat de Roumanie (2) : 1995, 2005
- Championnat de Croatie (1) : 1999
- Coupe de Croatie (1) : 1999
- 3e du Championnat de France en 2000

### En tant qu'entraîneur
Compétitions internationales
- Demi-finaliste de la Coupe Challenge (C4) en 2011

Compétitions nationales
- Championnat de Roumanie
  - Vainqueur (2) : 2016 et 2017
  - Vice-champion en 2012, 2013, 2014 et 2015
- Supercoupe de Roumanie (1) : 2016
- Coupe de Roumanie (1) : 2017